# Malachi Richardson
Malachi Lewis Richardson (Trenton, 5 gennaio 1996) è un cestista statunitense.

## Carriera
Si rende eleggibile per il Draft NBA 2016, che si svolge al Barclays Center di Brooklyn il 23 giugno, durante il quale è stato scelto con la ventiduesima scelta assoluta dagli Charlotte Hornets per conto dei Sacramento Kings, che avevano ottenuto la scelta cedendo in cambio Marco Belinelli agli Hornets.
L'8 febbraio 2018 viene ceduto ai Toronto Raptors in cambio di Bruno Caboclo. In Canada gioca poco e non riesce a imporsi giocando in un anno più partite in G-League coi Raptors 905 che con i Toronto Raptors, e il 6 febbraio 2019 passa ai Philadelphia 76ers che lo tagliano il giorno successivo.

## Statistiche

### College
| Anno      | Squadra         | PG | PT | MP   | TC%  | 3P%  | TL%  | RP  | AP  | PRP | SP  | PP   |
| --------- | --------------- | -- | -- | ---- | ---- | ---- | ---- | --- | --- | --- | --- | ---- |
| 2015-2016 | Syracuse Orange | 37 | 37 | 34,4 | 36,9 | 35,3 | 72,0 | 4,3 | 2,1 | 1,1 | 0,3 | 13,4 |
| Carriera  | Carriera        | 37 | 37 | 34,4 | 36,9 | 35,3 | 72,0 | 4,3 | 2,1 | 1,1 | 0,3 | 13,4 |

### NBA

#### Regular Season
| Anno       | Squadra          | PG | PT | MP   | TC%  | 3P%  | TL%  | RP  | AP  | PRP | SP  | PP  |
| ---------- | ---------------- | -- | -- | ---- | ---- | ---- | ---- | --- | --- | --- | --- | --- |
| 2016-2017  | Sacramento Kings | 22 | 0  | 9,0  | 41,2 | 28,6 | 78,9 | 1,0 | 0,5 | 0,2 | 0,0 | 3,6 |
| 2017-2018  | Sacramento Kings | 25 | 4  | 12,8 | 33,0 | 30,8 | 77,3 | 1,3 | 0,5 | 0,4 | 0,0 | 3,5 |
| 2017-2018  | Toronto Raptors  | 1  | 0  | 5,0  | 50,0 | 0,0  | 0,0  | 1,0 | 0,0 | 0,0 | 0,0 | 2,0 |
| 2018-2019† | Toronto Raptors  | 22 | 0  | 4,7  | 31,0 | 32,0 | 80,0 | 0,6 | 0,0 | 0,0 | 0,0 | 1,4 |
| Carriera   | Carriera         | 70 | 4  | 8,9  | 35,8 | 30,1 | 78,3 | 1,0 | 0,3 | 0,2 | 0,0 | 2,8 |

## Palmarès

### Squadra
- Campionato NBA: 1

Toronto Raptors: 2019

### Individuale
- McDonald's All-American (2015)